# DP-Lager Haid
Das DP-Lager Haid, offiziell Wohnsiedlung 121 Haid war ein zuerst unter amerikanischer, dann oberösterreichischer Verwaltung stehendes DP-Lager für Displaced Persons (DP) in Ansfelden in Oberösterreich. Displaced Persons waren Zivilisten, die durch die Wirren des Zweiten Weltkriegs zunächst ohne bekannten Wohnsitz waren. 
Nach dem Zweiten Weltkrieg gehörte Ansfelden zur Amerikanischen Besatzungszone. Der Vorläufer des Lagers wurde von der Reichsautobahn (RAB) als „Arbeitersiedlung Haid“ errichtet. Zuerst waren hier die an den Baustellen der RAB beschäftigte einheimischen Arbeiter untergebracht, später italienische Fremdarbeiter. Das DP-Lager Haid wurde ab 1945 durch die amerikanische Militärverwaltung auf dem bestehenden Arbeitslager der Wehrmacht eingerichtet. Im September 1945 kamen zwischen 8.000 und 9.000 gefangene SS-Angehörige unter Bewachung von amerikanischen Soldaten in das Lager, die den Ausbau forttreiben mussten. Sie erhielten hier die Entlassungspapiere. Nach Auflösung des Kriegsgefangenenlagers am 24. April 1946 kamen in den folgenden Jahren vertriebene Juden aus Polen, sowie vertriebene und geflüchtete Donauschwaben aus Jugoslawien, Rumänien und Ungarn, Siebenbürger Sachsen aus Rumänien und Sudetendeutsche aus der CSR. Im Oktober 1956, als der Volksaufstand in Ungarn mit sowjetischen Panzertruppen niedergeschlagen wurde, kamen rund 700 Flüchtlinge in die letzten Bestände des Lagers Haid. Mehrfach wurden Baracken als Brennmaterial, als Ersatzteil für schadhafte Baracken und für andere DP-Lager verwendet.

## Lage
Das Lager befand sich auf dem heutigen Gebiet des Stadtteiles Haid der Stadt Ansfelden in Oberösterreich und war rund einen halben Quadratkilometer groß. Etwa 100 Objekte befanden sich darin, die meisten aus Holz gebaut (Baracken), einige wenige – vornehmlich für die Verwaltung und kommerzielle Zwecke – aus Stein gebaut. Die Baracken waren 270 m² groß.

## Lagerverwaltung
Im Jahr 1946 übernahm die Siedlungsleitung, die der oberösterreichischen Landesregierung unterstand, die Verwaltung des Lagers. Siedlungsleiter war von 1947 bis 1964 Emil Lispky, der von Beamten, Lagerarbeitern, Angestellten und dem Siedlungsrat unterstützt wurde. Im Jahr 1949 war das Lager mit 4661 Personen belegt, 1243 waren zum Jahresende voll beschäftigt, 3407 Personen voll befürsorgt. Von Februar bis Juni 1957 wurde das Lager von der Liga der Rot-Kreuz-Gesellschaften verwaltet.

## Soziale Lage im Lager
Die Menschen im Lager hatten verschiedene Grundberufe, zumeist handelte es sich um Bauern aber auch Handwerker und Unternehmer und Angehörige der geistlichen Berufe befanden sich unter ihnen. Die Arbeit suchenden Heimatvertriebenen wurden anfangs nur in die Landwirtschaft, später in die Bauwirtschaft und viel später erst in die Industrie vermittelt. Oftmals handelte es sich bei den Lagerbewohnern um jene, die den Vernichtungslagern in ihren Heimatländern entkommen konnten und krank und gebrochen in Österreich eintrafen. So kam es, dass im Lager Haid zumindest jeder Fünfte von der Fürsorge des Amtes für Umsiedlung erhalten werden musste. Die wirtschaftliche Lage ließ selbst für bestqualifizierte Menschen keine Dauerbeschäftigung erhoffen, so dass viele ins Ausland abwanderten. Übrig blieb die Masse an alten und kranken Menschen, sowie jene, die sich eine Existenz aufbauen konnten. Für die medizinische Betreuung standen zwei Ärzte und drei Krankenschwestern zur Verfügung.

## Gewerbe und Geschäfte
1954 befanden sich im Lager vielerlei Geschäfte: Lebensmittel, Milch, Fleisch, Textil- und Kurzwaren, Schneiderei, Frisör, Schuster und Fotograf. Viele der Bewohner hielten zur Selbstversorgung jedoch Schweine, Kühe und Kleintiere. Im Jänner 1949 wurde eine Musikschule eröffnet.

## Auflösung des Lagers
1953 wurde die Gemeinnützige Landeswohnungsgenossenschaft für Oberösterreich gegründet, deren Ziel es war, das Barackenelend zu beseitigen. Der Gemeinderat von Ansfelden beschloss, Mitglied der Genossenschaft zu werden. Mit Hilfe der Gemeinde Ansfelden, des Landes Oberösterreich, Darlehen des Bundes, des Flüchtlingskommissariats der Vereinten Nationen, der Schweizer und Norwegischen Europahilfe sowie der Bundesrepublik Deutschland konnten die finanziellen Mittel für die umfassenden Wohnbauprojekte aufgestellt werden. 1956 begann die Umsetzung der Vorhaben, Haid verwandelte sich zu einer der größten Baustellen Österreichs. Schritt für Schritt wurden die Baracken abgerissen und es entstanden reihenweise Wohnblöcke. Aber nicht nur im Lager, sondern auch im Umkreis siedelten sich Menschen aus dem Lager an, so dass Flüchtlinge und Einheimische nachbarliche Beziehungen aufnahmen.

## Personen
Zu Personen der Zeitgeschichte, die ihr Lebensweg in die Wohnsiedlung geführt hat gehören:
- Susanna Hönig-Sorg, österreichische Schriftstellerin mit deutscher Herkunft.
- Johann Kondert, ehemaliger österreichischer Fußballspieler und -trainer.
- Peter Potye, österreichischer Zeitzeuge.